# Heteropia ramosa
Heteropia ramosa är en svampdjursart som först beskrevs av Higgin in Carter 1886.  Heteropia ramosa ingår i släktet Heteropia och familjen Heteropiidae. Inga underarter finns listade i Catalogue of Life.